# Nordstjernan (Schiff, 1871)
Die Nordstjernan war ursprünglich ein Küstenfrachtschiff, das ab 1900 als Post- und Passagierschiff auf der späteren Königslinie zwischen Schweden und Deutschland und schließlich als Kombischiff zwischen Finnland und Schweden verkehrte. 

## Bau und technische Daten
Das Schiff lief 1871 auf der Werft der Motala Verkstad in Norrköping mit der Baunummer 176 vom Stapel. Es wurde im Dezember 1871 an die Reederei Westernorrlands Ångbåtsbolag in Sundsvall ausgeliefert. Das Schiff war 61,44 m lang und 8,35 m breit und hatte 4,6 m Tiefgang. Es war mit 788 BRT und 341 NRT vermessen und hatte 220 Tonnen Tragfähigkeit. Eine 3-Zylinder-Dreifachexpansionsdampfmaschine mit 160 PS ermöglichte eine Höchstgeschwindigkeit von 13 Knoten. 1888 wurde die Maschinenanlage ersetzt und die Höchstgeschwindigkeit damit auf 15 Knoten erhöht.

## Geschichte

### Küstenfrachter
Die Nordstjernan begann ihren Dienst am 7. Mai 1872 auf der Strecke Stockholm-Sundsvall-Härnösand-Örnsköldsvik. 1893 kollidierte sie mit dem kleinen Dampfboot Gerda auf dem Ångermanälven, das dabei mit 11 Personen an Bord sank. 1896 kollidierte sie mit dem Segelschiff Vigilant in der Nähe von Sundsvall. Einem Verkauf des Schiffs an eine Gruppe Stockholmer Investoren kam eine hastig gebildete Sundsvaller Partnerschaft unter der Führung von Albert W.W. Nordling zuvor, die die Nordstjernan am 30. Mürz 1896 erwarb. Dennoch blieb das Schiff der Region Sundsvall nur noch wenige Jahre erhalten.

### Postdampfer
Am 2. April 1900 wurde das Schiff von der Reederei Sverige-Kontinenten der beiden schwedischen Halbbrüder Gustaf Oscar Wallenberg und Knut Agathon Wallenberg aus Stockholm gekauft, als Ersatz für deren Flaggschiff Rex, das am 27. Februar 1900 bei Nardevitz auf Rügen auf Grund gelaufen war und aufgegeben werden musste. Die Nordstjernan wurde in kurzer Zeit für ihre neue Aufgabe als Postdampfer umgerüstet, mit Kabinenplätzen für 122 Passagiere, und ab dem 1. Mai 1900 auf dem Vorläufer der sogenannten Königslinie zwischen Trelleborg und Sassnitz eingesetzt. Am Bug des Schiffs war ihr Name nun mit dem Wort „Nord“ und einem Stern angegeben. Die Nordstjernan war zwar kein gleichwertiger Ersatz für die wesentlich größere Rex und passte auch ausstattungsmäßig kaum zu den anderen Schiffen der mit der Stettiner Dampfschiffs-Gesellschaft J. F. Braeunlich gemeinsam betriebenen Postdampferlinie. Sie bot wenig Komfort für ihre Passagiere und sie kam bei Seegang schnell ins Rollen; ihre Rettungsboote hingen außenbords in den Davits und berührten beim Rollen oft die See.
Als im Jahre 1907 das zweite Schiff der Sverige-Kontinenten, der Seitenraddampfer Svea, wegen längerer Reparaturen ausfiel, kündigte die schwedische Postdirektion ihren Vertrag mit der Wallenberg-Reederei und verpflichtete statt ihrer die Reederei Sverige-Tyskland aus Malmö, die mit zwei Dampfern, der Prinsessan Margareta und der Prins Gustaf Adolf, in die Postdampferlinie einstieg. Daraufhin wurde die Nordstjernan in Malmö aufgelegt.

### Ostseefrachtdienst
Am 2. März 1910 kaufte Rolf F.W. Müller aus Swinemünde das Schiff, benannte es um in Nordstern und setzte es auf verschiedenen Ostseerouten (Swinemünde – Bornholm – Ystad – Malmö – Kopenhagen) in Fahrt. Bereits am 9. April 1912 wurde das Schiff an die Dampfschifffarts-AG Transito in Turku weiterverkauft, die es ab 13. Mai 1912 wieder unter dem Namen Nordstjernan auf der Strecke Turku–Hanko–Lübeck und ab 1913 auch auf der Strecke Turku–Stockholm fahren ließ. Am 21. Mai 1918 wurde sie von der finnischen Reederei Höyrylaiva Bore in Turku gekauft. Sie erhielt neue Aufbauten und eine Rumpfverstärkung, um als Eisbrecher dienen zu können, und fuhr bis zum 12. September 1955 auf der Strecke Turku – Mariehamn – Stockholm, teilweise auch zwischen Helsinki und Stockholm. Das Schiff wurde am 29. November 1955 zum Abwracken an das Unternehmen Koskilaiva in Helsinki verkauft. Die dortige Verschrottung begann am 17. Mai 1956.